# Ernest van Hövell tot Westervlier en Wezeveld
Ernest Clemens Alexander baron van Hövell tot Westervlier en Wezeveld (Elst, 8 juni 1912 – 21 april 1998) was een Nederlands openbaar bestuurder.
Hij werd geboren als zoon van Ernest Otto Jozef baron van Hövell tot Westervlier en Wezeveld (1879-1931) en jkvr. Maria Josepha Huberta de Kuijper (1881-1930). Zijn vader werd in 1911 burgemeester van Elst. Rond 1937 ging hij zelf werken bij de gemeentesecretarie van Cuijk en Sint Agatha waar hij het bracht tot adjunct-commies. Vanaf mei 1942 was hij een half jaar waarnemend burgemeester van Gemert en daarna was hij ter tijdelijke vervanging van de zieke J.M.H. Klardie twee keer waarnemend burgemeester van Gilze en Rijen; eerst van 1942 tot 1943 en daarna van 1944 tot 1946. In dat laatste jaar volgde zijn benoeming tot burgemeester van Erp en 1959 werd hij de burgemeester Helvoirt. Na ongeveer 35 jaar burgemeester te zijn geweest ging hij in 1977 met pensioen. In 1998 is hij op 85-jarige leeftijd overleden.

## Familie
- In 1963 werd de geslachtsnaam 'van Hövell van Westervlier en Weezeveld' veranderd in 'van Hövell tot Westervlier en Wezeveld'.
- Zijn broers Frans en Rolof zijn ook burgemeester geweest.